# ヨウ素 (123I)
ヨウ素 (123I)（Iodine-123、123I）は、甲状腺疾患の診断研究に最も適したヨウ素の同位体である。約13.27時間の半減期は24時間のヨウ素取り込み検査に最適で、123Iは他にも甲状腺組織や甲状腺癌の転移を診断的に撮影する用途に適している。半減期が8.02 日で89%がベータ崩壊する131Iに較べて患者の被曝量は1⁄100に抑えられる。159keVという光子エネルギーは、現在のガンマカメラのNaI（ヨウ化ナトリウム）鉱石検波器や、ピンホール視準器に最適である。131Iよりも遥かに大きな光量子束を有しており、同じ投与量であれば、131Iの約20倍の計数率が得られる。甲状腺への放射線負荷は131Iより遥かに少なく、更に123Iで甲状腺の残骸や転移をスキャンしても、このアイソトープの放射線負荷が低いため、組織が傷害される（取り込みがなくなる）事はない。同じ理由で、123Iは甲状腺癌やバセドウ病の治療には決して使われず、この役割は131Iに任されている。
123Iはヨウ化ナトリウム（NaI）として供給されるが、遊離元素として溶解した塩基性溶液で供給されることもある。これを患者に投与するには、カプセルに入れて服用させるか、静脈内に注射するか、あるいは（流出時の問題からあまり一般的ではないが）飲み物に入れて服用させる。ヨウ素は甲状腺に取り込まれ、ガンマカメラで撮影する事で甲状腺の機能診断に資する画像が取得される。甲状腺の定量的な測定を行い、ヨウ素の取り込み（吸収）を計算することで、甲状腺機能亢進症や甲状腺機能低下症の診断を行う事が出来る。
投与量は様々で、甲状腺の画像診断には7.5～25MBq（200～680μCi）が推奨され、全身の取り込み検査には3.7～11.1MBq（100～300μCi）が使用される事がある。製剤中の不純物の為に、一定の投与量で効果的に高い投与量の効果が得られる事を示す研究がある。 放射性ヨウ素123Iの投与量は、CTスキャン、静脈腎盂尿管造影（IVP）、および同様の画像診断手順で使用されるような、より高濃度の安定ヨウ素を含む造影剤に耐えられない人が一般的に耐えられる量である。ヨードには免疫原性は無い。

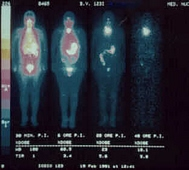
^{123}I静脈注射後のヒトシンチグラム：(左から) 30分後、20時間後、48時間後。脳脊髄液(左)、胃粘膜、口腔粘膜、唾液腺、動脈壁、卵巣、胸腺では、高濃度かつ急速な放射性ヨウ素の蓄積が認められる。甲状腺では貯蔵庫の様にヨウ素濃縮が進行している（30分後の1％から、48時間後には総注入量の5.8％になる）(Venturi, 2011)。

123Iは、メタヨードベンジルグアニジン（MIBG）やイオフルパンなど、他の放射性造影剤の標識としても使用されている。

## 参考資料
1. ↑  伊藤茂樹 (2 2019). “シリーズ：内部被ばくの簡易測定（スクリーニング）第1回 放射性ヨウ素による内部被ばくの評価”. Isotope News 761:  69-73.
2. ↑  Park HM (January 2002). “123I: almost a designer radioiodine for thyroid scanning”. J. Nucl. Med. 43 (1):  77–8. PMID 11801707.
3. ↑  “Society of Nuclear Medicine Procedure Guideline for Thyroid Scintigraphy”. SNMMI (2006年9月10日). 2021年5月9日閲覧。
4. ↑  “Radionuclide Thyroid Scans Clinical Guidelines” (英語). BNMS (2003年2月). 2017年8月31日時点のオリジナルよりアーカイブ。2017年8月31日閲覧。
5. 1 2  Venturi, Sebastiano (2011). “Evolutionary significance of iodine”. Current Chemical Biology 5 (3):  155–162. doi:10.2174/187231311796765012. ISSN 1872-3136.
6. ↑  “Society of Nuclear Medicine Procedure Guideline for Thyroid Uptake Measurement”. SNMMI (2006年9月5日). 2021年5月9日閲覧。
7. ↑  “The relationship of radiocontrast, iodine, and seafood allergies: a medical myth exposed”. J Emerg Med 39 (5):  701–7. (November 2010). doi:10.1016/j.jemermed.2009.10.014. PMID 20045605.